# Nils Lundström
Nils Styrbjörn Lundström, född 16 januari 1877 i Göteborg, död 5 augusti 1967, var en svensk tidningsredaktör. Han gifte sig 1910 med Ebba Elisabet Bentzer.
Han blev 1895 student vid Uppsala universitet, var medarbetare i Fyris 1895–1897, i Svenska Dagbladet 1897–1904, redaktör för Blekinge Läns Tidning 1904–1908. I Stockholms dagblad blev han 1908 medarbetare, 1910 redaktionssekreterare och 1913–1919 redaktionschef. Han var 1919–1922 reklamchef vid Nordiska Kompaniet.
I det militära blev han 1902 reservunderintendent och 1914 kapten i intendenturkårens reserv.
Han redigerade och utgav porträttgallerier över 1881 års män (1922) med flera och Svenska kvinnor i offentlig verksamhet (1924). Han utgav Publicistklubbens jultidning Julkvällen (1922-1923).